# Metello Bichi
Metello Bichi (ur. w 1541 w Sienie, zm. 14 czerwca 1619 w Rzymie) – włoski kardynał.

## Życiorys
Urodził się w 1541 roku w Sienie, jako syn Alessandra Bichiego i Porzii Ghini Bandinelli. Studiował na Uniwersytecie Sieneńskim, gdzie uzyskał doktorat utroque iure, a następnie został audytorem Kamery Apostolskiej. 15 stycznia 1596 roku został wybrany biskupem Sovany, a 18 lutego przyjął sakrę. Po około 10 latach zrezygnował z zarządzania diecezją. 17 sierpnia 1611 roku został kreowany kardynałem prezbiterem i otrzymał kościół tytularny Sant’Alessio. W latach 1612–1615 był arcybiskupem Sieny. Zmarł 14 czerwca 1619 roku w Rzymie.